# 威廉·穆尔 (田径运动员)
威廉·穆尔（英語：William Moore，1890年4月5日—1956年5月12日），英国男子田径运动员，主攻长跑项目。他曾代表英国参加1912年夏季奥林匹克运动会田径比赛，获得男子团体3000米铜牌。